# Selenidy
Selenid je chemická sloučenina selenu s elektropozitivnějším prvkem, selen zde má vždy oxidační číslo Se−II. Jedná se o soli kyseliny selanové.

## Minerály
- Telluronevskit (Bi3TeSe2)

## Organické selenidy
Selen tvoří také mnoho organických sloučenin, například:
- Selenocystein (vlastně organický hydrogenselenid)